# Harald Johnas Riiber
Pour les articles homonymes, voir Riiber.
Harald Johnas Riiber, né le 8 avril 1995, est un coureur du combiné nordique norvégien.

## Biographie
Il est le frère aîné de Jarl Magnus Riiber, aussi coureur du combiné nordique et son père John est un coureur du combiné.
Licencié au IL Heming, il finit sixième aux Jeux olympiques de la jeunesse d'hiver de 2012.
Aux championnats du monde junior 2015 à Almaty, il est sixième et septième en individuel et remporte la médaille de bronze par équipes.
En décembre 2015, il fait ses débuts en coupe du monde à Lillehammer. Lors de la saison 2016-2017, il marque ses premiers points à Pyeongchang. Il obtient un podium en Coupe continentale à Planica.
L'hiver suivant, il court principalement dans la Coupe continentale, mais est tout de même présent en Coupe du monde, notamment à Hakuba, où il est douzième et septième.

## Palmarès

### Coupe du monde
- Meilleur classement général : 30e en 2020.
- Meilleur résultat individuel : 7e.

#### Différents classements en Coupe du monde
| Année     | Classement général final |
| 2016-2017 | 47e                      |
| 2017-2018 | 40e                      |
| 2018-2019 | 44e                      |
| 2019-2020 | 30e                      |
| 2020-2021 | 38e                      |

### Championnat du monde junior
- Almaty 2015 :
  -  Médaille de bronze de l'épreuve par équipes 4 × 5 km.